# Nationaal park Folgefonna
Het nationaal park Folgefonna (ook wel Folgefonni genoemd) (Noors: Folgefonna nasjonalpark) is het vijfentwintigste Noorse nationale park dat de op twee na grootste en meest zuidelijke gletsjer van Noorwegen (de Folgefonnagletsjer) beschermt. Het is gelegen in de provincie Vestland.
De status van nationaal park werd officieel verleend op 29 april 2005, na een proces dat in 1998 door de fylkesmann van het toenmalige Hordaland was gestart. Het nationaal park is echter groter dan de gletsjer alleen. Het is ongeveer 545 km² groot, inclusief een gebied met de status van beschermd landschap.
Tot het park behoren onder meer vijf rivieren met omliggende gebieden: Æneselva, Furubergselva, Hattebergselva, Mosneselva en Opoelva.

## Folgefonnagletsjer

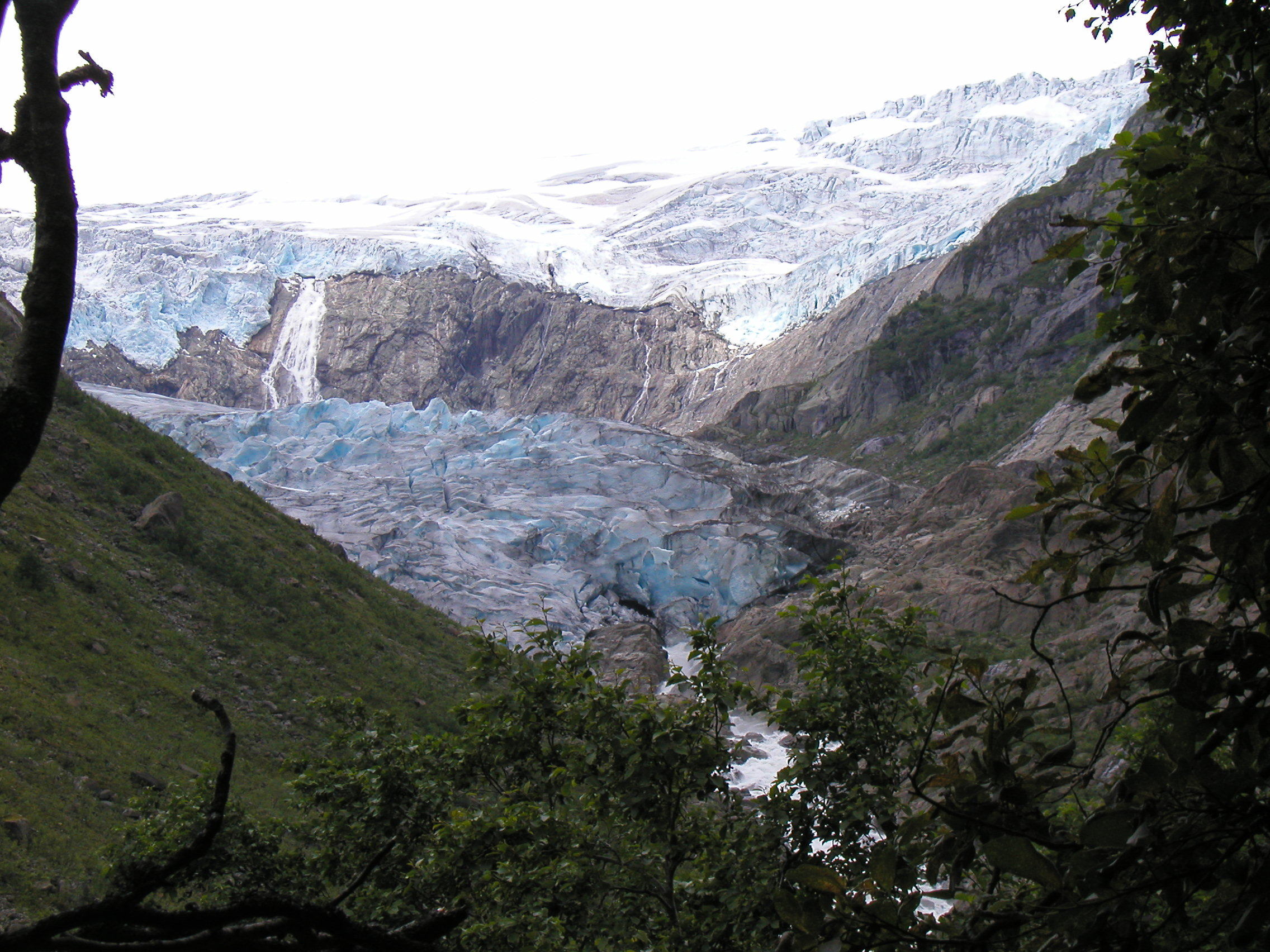
Buerbreen gletsjer

De Folgefonnagletsjer is van alle Noorse gletsjers het zuidelijkst gelegen met de zijarmen Bondhusbreen, Buerbreen en Blomsterskardsbreen. De gletsjer ligt op het Folgefonnschiereiland, tussen de Hardangerfjord en de Sørfjord in de provincie Hordaland, in het district Hardanger.
De gletsjer ligt op het grondgebied van de gemeenten Etne, Kvinnherad en Ullensvang.
Folgefonna werd het eerst beschreven door Peder Claussøn Friis in zijn boek Norriges Omliggende Øers sandfærdige Bescriffuelse ("De ware beschrijving van de rondom Noorwegen gelegen eilanden", geschreven 1613). Hij vond het landschap groots en dramatisch en zo mooi dat het volgens hem bij het mooiste van Europa hoorde.

### Oppervlakte, inhoud en ontstaansgeschiedenis
De gletsjer heeft een totale oppervlakte van ongeveer 214 km², in drie delen gedeeld door Blådalen en Kvitnadalen als volgt:
- noordelijk Folgefonna - Nordre Folgefonna (26 km²)
- middelste Folgefonna - Midtre Folgefonna (9 km²)
- zuidelijk Folgefonna - Søndre Folgefonna (180 km²)

De gletsjer heeft meerdere uitlopers (armen) in de omliggende dalen. Het bekendst zijn Bondhusbreen, Buerbreen en Blomsterskardsbreen. Het hoogste punt is op 1644 m en het laagste op 400 m.
Op het dikste punt is de ijslaag waarschijnlijk 400-500 m dik. Met een gemiddelde dikte van 150 m betekent dat dat Folgefonna uit ongeveer 32 km³ ijs bestaat. Het hoogste punt is op 1644 meter boven de zee gelegen. Deze top hoort tot de Noorse gebieden waar de meeste regen valt, per jaar ongeveer 5500 mm.
Deze gletsjer is vrij jong. In tegenstelling tot andere gletsjers stamt hij niet uit de ijstijd. Het noordelijke gedeelte ontstond pas omstreeks 3000 voor Christus. Met kleine uitzonderingen is de grootte van de gletsjer vrijwel onveranderd gebleven. De ontstaansgeschiedenis van de overige delen van de gletsjer komen overeen met deze.

## Gesteente
In het nationaal park zijn er gebieden waar de veelheid van gesteentesoorten en structuren verhalen van verschillende gebeurtenissen in het verleden, in feite tot ongeveer 1,5 miljard jaar (Ga) terug, weergeven. Er zijn interessante gebieden voor het studeren van de pleistocene geologie (ongeconsolideerd gesteente) en de geologie van de bergen.
Men acht het aannemelijk dat de hoogste bergen in Rosendal niet door de ijskap, die tussen 10.000 en 8.000 jaar voor Christus vrijwel geheel Noorwegen dekte, bedekt waren.

## Flora

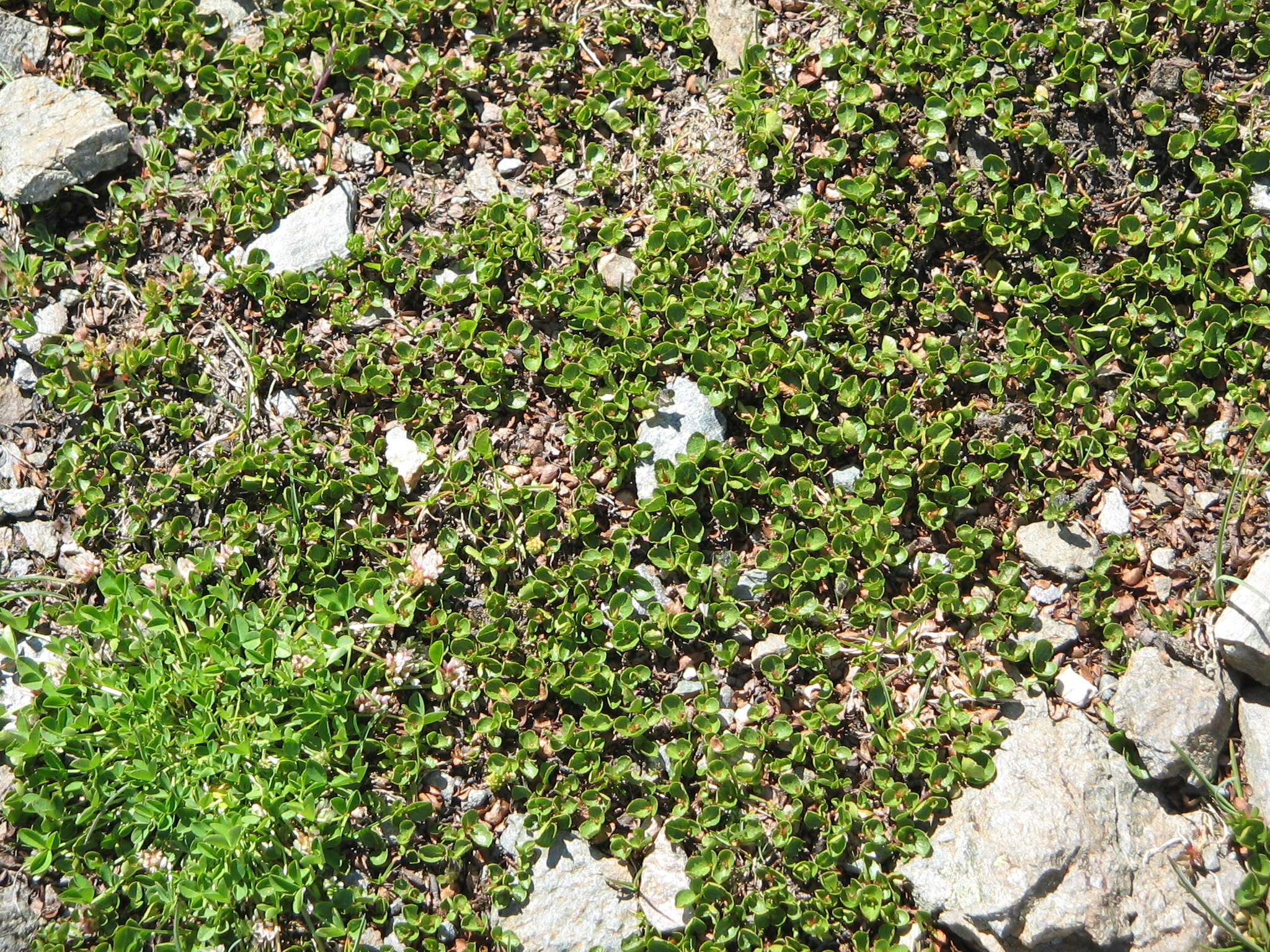
Kruidwilg

In het nationaal park is de grond arm en het weer wisselvallig zowel qua temperatuur als qua neerslag.
Soorten zoals rus (Juncus trifidus), kruidwilg (Salix herbacea, 's werelds kleinste boom) en de zeggesoort (Carex bigelowii) zijn te vinden waar de grond arm is, terwijl bijvoorbeeld Scheuchers wollegras (Eriophorum scheuchzeri) en mosheide (Cassiope hypnoides) tegen de gletsjer aan groeien.
Boven aan de massa's die de gletsjers voor zich uit schoven voordat ze zich terugtrokken, zijn aan de steile bergen bijvoorbeeld bloeiende planten zoals verschillende steenbreek-soorten zoals Saxifraga cotyledon, S. aizoides en S. oppositifolia, lijmkruid (Silene acaulis), achtster (Dryas octopetala) en paarse gentiaan (Gentiana purpurea) te vinden.
Aan de westkant van de gletsjer en in de dalen regent het geregeld, iets wat de vliesvaren (Hymenophyllum wilsonii) op prijs stelt. In de lager gelegen regionen kunnen bijvoorbeeld vingerhoedskruid (Digitalis purpurea), dubbelloof (Blechnum spicant) en stippelvaren (Oreopteris limbosperma) worden gevonden.

## Fauna
In meerdere dalen kan de steenarend (Aquila chrysaetos) worden gevonden mede dankzij het veel voorkomende alpensneeuwhoen (Lagopus mutus). In jaren waarin er veel kleine knaagdieren zijn, is de ruigpootbuizerd (Buteo lagopus) een vaak geziene roofvogel. In de bossen is het hert een gewone verschijning, naast het auerhoen (Tetrao urogallus) en de witrugspecht (Dendrocopos leucotos). In het gebied waar de bossen overgaan in bergen worden vogels zoals het korhoen (Lyrurus tetrix) vaak gezien, terwijl de graspieper (Anthus pratensis) in de gebieden boven de bosgrens zeer talrijk is.

## Toerisme
De gletsjer is te benaderen via Rijksweg 550. Folgefonna ligt op ongeveer 380 km van Oslo en ongeveer 90 km van Bergen.
Tussen 1 mei en 1 oktober is het mogelijk om begeleide trektochten te maken op de gletsjer. Een Breførar oftewel gletsjergids heeft locatiekennis en kent de geschiedenis van het gebied en de aanwezige planten.
In de bergen die de gletsjer omgeven zijn er gemarkeerde wandelroutes en een aantal overnachtingsmogelijkheden in beheer van de Noorse Toeristenbon. Verder is het tijdens het zomerseizoen mogelijk om op de gletsjer te skiën bij het Folgefonna sommerskisenter te Jondal.

## Verkeer en vervoer
Onder het nationale park bevinden zich de Folgefonntunnel en de Jondalstunnel die de reistijd tussen weerszijden van het nationale park aanzienlijk hebben gereduceerd. 